# Лазьне
Лазьне (біл. Лазни), (пол. Łaźnie) — село в Польщі, у гміні Супрасль Білостоцького повіту Підляського воєводства.
Населення — 59 осіб (2011).
У 1975-1998 роках село належало до Білостоцького воєводства.

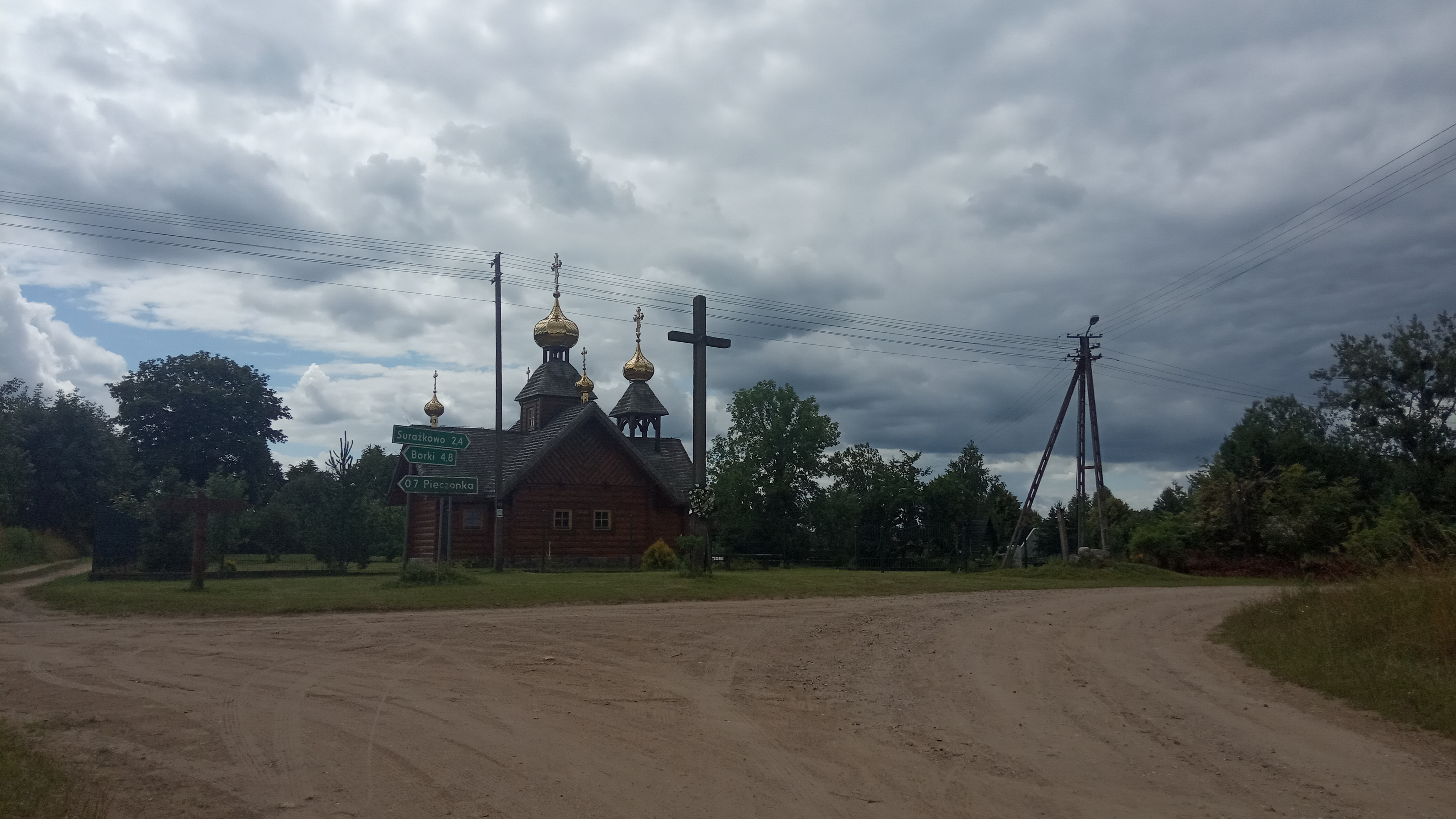
Православна церква

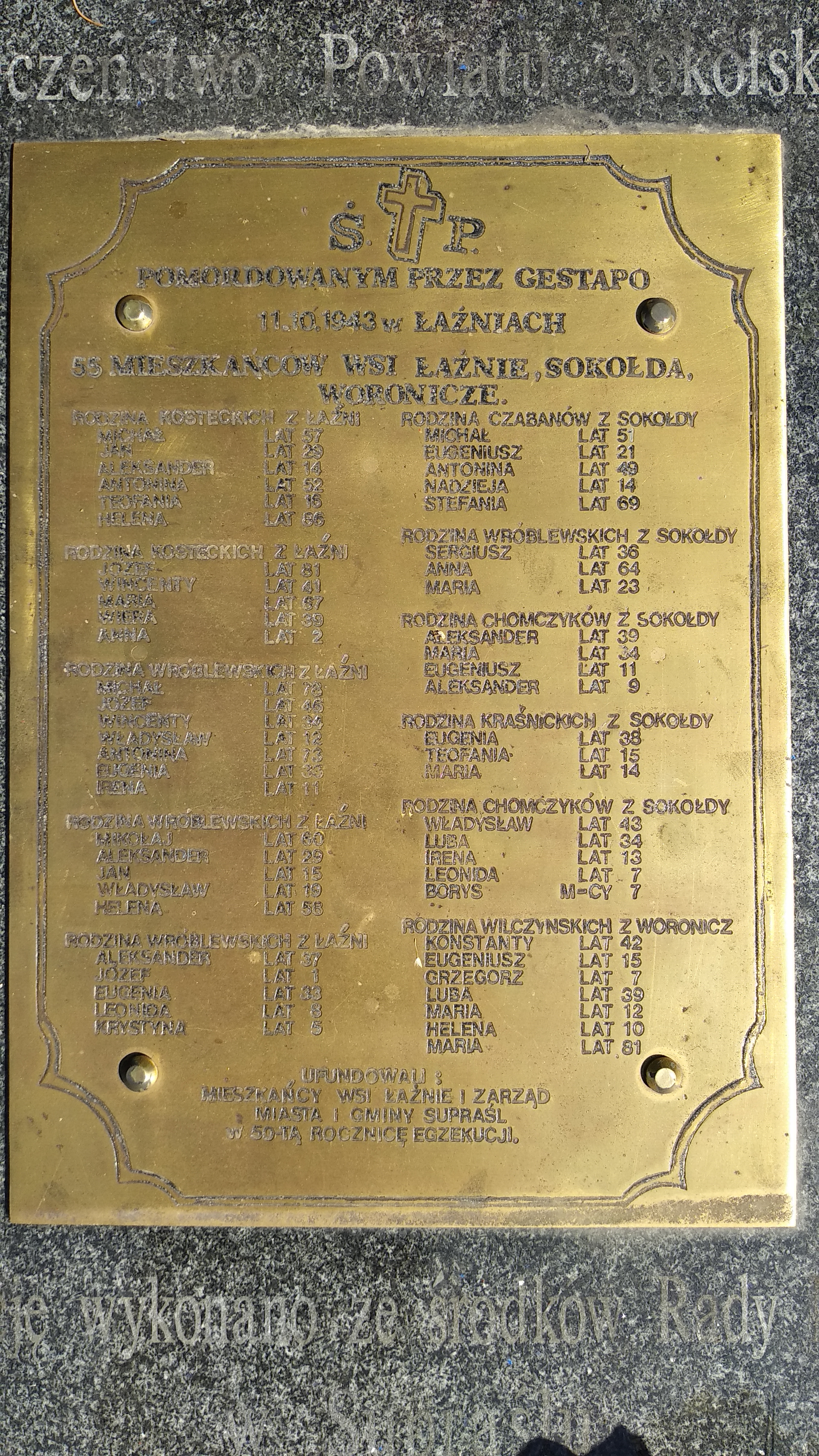
Геноцид

## Демографія
Демографічна структура станом на 31 березня 2011 року:
|          | Загалом | Допрацездатний вік | Працездатний вік | Постпрацездатний вік |
| -------- | ------- | ------------------ | ---------------- | -------------------- |
| Чоловіки | 25      | 8                  | 14               | 3                    |
| Жінки    | 34      | 7                  | 13               | 14                   |
| Разом    | 59      | 15                 | 27               | 17                   |